# Belvidere (Nebraska)
Pour les articles homonymes, voir Belvidere.
Belvidere est un village du comté de Thayer, dans l'État du Nebraska, aux États-Unis. En 2020, il comptait une population de 51 habitants.